# Marin Ljubičić
Pour les articles homonymes, voir Ljubičić.
Marin Ljubičić, né le 28 février 2002 à Split en Croatie, est un footballeur croate qui évolue au poste d'avant-centre à l'Union Berlin.

## Biographie

### En club
Né à Split en Croatie, Marin Ljubičić est formé par l'Hajduk Split. Il joue son premier match en professionnel le 2 mars 2021, lors d'une rencontre de coupe de Croatie face au NK Zagreb. Il entre en jeu et son équipe l'emporte par trois buts à zéro,. Il fait sa première apparition dans le championnat de Croatie le 20 mars suivant, contre le HNK Šibenik. Il entre en jeu à la place de Tonio Teklić ce jour-là et marque le seul but de la partie, permettant donc aux siens de l'emporter,.
Le 29 mars 2021, Ljubičić prolonge son contrat avec le Hajduk Split jusqu'en juin 2026,.
Ljubičić joue son premier match de coupe d'Europe le 22 juillet 2021, à l'occasion d'une rencontre qualificative pour la Ligue Europa Conférence 2021-2022 contre le FK Tobol Kostanaï. Titulaire ce jour-là, il se fait remarquer en inscrivant les deux buts de son équipe, permettant à celle-ci de s'imposer (2-0 score final),,.
Le 28 juin 2022, Marin Ljubičić rejoint le LASK, en Autriche, sous la forme d'un prêt avec option d'achat,.
Ljubičić se fait remarquer le 6 août 2022, lors d'une rencontre de championnat face au Wolfsberger AC en réalisant un quadruplé. Titularisé ce jour-là, il contribue à la victoire de son équipe par cinq buts à un
Le 27 décembre 2022, le LASK lève l'option d'achat sur le joueur et Ljubičić signe alors un contrat courant jusqu'en juin 2027.
Le 2 février 2025, lors du mercato hivernal, Marin Ljubičić prend la direction de l'Allemagne en signant en faveur de l'Union Berlin.

### En sélection
Le 2 septembre 2021, Marin Ljubičić joue son premier match avec l'équipe de Croatie espoirs, lors d'une rencontre face à l'Azerbaïdjan. Il entre en jeu et son équipe l'emporte par un but à zéro ce jour-là. Il inscrit son premier but avec les espoirs le 7 septembre suivant, lors de sa deuxième apparition, contre la Finlande. Son équipe s'impose par deux buts à zéro ce jour-là.

## Palmarès
Hajduk Split
- Vainqueur de la Coupe de Croatie en 2022.